# Athabascaïta
L'athabascaïta és un mineral de la classe dels selenurs. Rep el seu nom del llac Athabasca, al Canadà, on va ser descoberta l'any 1970.

## Característiques
L'athabascaïta és un sulfur, un selenur de coure amb fórmula química Cu₅Se₄. Cristal·litza en el sistema ortoròmbic formant llistons de fins a 100μm, tot i que també se'n troba de manera massiva. La seva duresa a l'escala de Mohs és 2,5.
Segons la classificació de Nickel-Strunz, l'athabascaïta pertany a «02.BA: sulfurs metàl·lics amb proporció M:S > 1:1 (principalment 2:1) amb coure, plata i/o or» juntament amb els següents minerals: calcocita, djurleita, geerita, roxbyita, anilita, digenita, bornita, bellidoita, berzelianita, umangita, rickardita, weissita, acantita, mckinstryita, stromeyerita, jalpaïta, selenojalpaïta, eucairita, aguilarita, naumannita, cervel·leïta, hessita, chenguodaita, henryita, stützita, argirodita, canfieldita, putzita, fischesserita, penzhinita, petrovskaïta, petzita, uytenbogaardtita, bezsmertnovita, bilibinskita i bogdanovita.

## Formació i jaciments
Es troba formant inclusions o reemplaçant umangita, i com petites venes en filons de carbonat que tallen el basalt. Sol trobar-se associada a altres minerals com: eucairita, clausthalita, umangita, berzelianita, klockmannita, eskebornita, tyrrel·lita, coure, plata, uraninita, hematites, pirita, calcita, barita, quars i minerals del grup del feldespat.